# Cuaespinós de coroneta ratllada
El cuaespinós de coroneta ratllada (Cranioleuca pyrrhophia) és una espècie d'ocell de la família dels furnàrids (Furnariidae).

## Hàbitat i distribució
Habita zones de matoll, bosc, vegetació baixa de les terres baixes i muntanyes del centre i sud-est de Bolívia, oest del Paraguai, sud-est del Brasil, Uruguai i nord i centre de l'Argentina.